# 天田二 (角宿)
天田二（室女座τ，τ Vir）是室女座的一个双星系统，视星等为4.26，距离地球约225光年。